# Геровски Крај
Геровски Крај је насељено место у граду Чабар, Приморско-горанска жупанија, Хрватска.

## Историја
До територијалне реорганизације у Хрватској био је у саставу старе општине Чабар.

## Становништво
У попису становништва из 2011. године, Геровски крај је имао 95 становника.
| Број становника према пописима | Број становника према пописима | Број становника према пописима | Број становника према пописима | Број становника према пописима | Број становника према пописима | Број становника према пописима | Број становника према пописима | Број становника према пописима | Број становника према пописима | Број становника према пописима | Број становника према пописима | Број становника према пописима | Број становника према пописима | Број становника према пописима | Број становника према пописима |
| ------------------------------ | ------------------------------ | ------------------------------ | ------------------------------ | ------------------------------ | ------------------------------ | ------------------------------ | ------------------------------ | ------------------------------ | ------------------------------ | ------------------------------ | ------------------------------ | ------------------------------ | ------------------------------ | ------------------------------ | ------------------------------ |
| 1857                           | 1869                           | 1880                           | 1890                           | 1900                           | 1910                           | 1921                           | 1931                           | 1948                           | 1953                           | 1961                           | 1971                           | 1981                           | 1991                           | 2001                           | 2011                           |
| 161                            | 182                            | 132                            | 184                            | 180                            | 200                            | 208                            | 224                            | 239                            | 213                            | 188                            | 151                            | 118                            | 122                            | 104                            | 95                             |

Напомена: До 1900. исказивано под именом Крај. Садржи податке за бивша насеља Геровски Крај 1 и Геровски Крај 2, која су од 1910. до 1981. исказивана као самостална насеља.